# تپه خوشدون
تپه خوشدون مربوط به سده‌های اولیه دوران‌های تاریخی پس از اسلام تا سدهٔ ۶ ه‍.ق است و در شهرستان اراک، بخش مرکزی، دهستان داودآباد، روستای خوشدون، واقع در ۳۷ کیلومتری شمال شرق از طریق جاده داوود آباد و ویسمه واقع شده و این اثر در تاریخ ۲۸ شهریور ۱۳۸۶ با شمارهٔ ثبت ۱۹۶۹۱ به‌عنوان یکی از آثار ملی ایران به ثبت رسیده‌است.